# Время в Финляндии
Финляндия использует восточноевропейское время (EET) зимой в качестве стандартного времени и восточноевропейское летнее время (EEST) летом в качестве летнего времени. EET на два часа опережает всемирное координированное время (UTC+02:00), а EEST на три часа опережает всемирное координированное время (UTC+03:00). Финляндия перешла на EET 30 апреля 1921 года и соблюдает летнее время в своём нынешнем виде с 1981 года, переводя часы на один час вперёд в 03:00 EET в последнее воскресенье марта и обратно в 04:00 EET в последнее воскресенье октября, делая это на час раньше в течение первых двух лет.
До 19-го века каждая местность следовала своему солнечному времени, что означало, что время между западными и самыми восточными местностями Финляндии отличалось на тридцать минут. В 19 веке единый часовой пояс по всей Финляндии был необходим для координации расписания только что изобретённых железных дорог и телеграфа. В 1862 году для железной дороги было принято среднее время 1:39:49.2 впереди UT. Два отдельных, безуспешных предложения о стандартном часовом поясе были сделаны сеймом Финляндии в 1888 и 1897 годах, когда Финляндия была автономным герцогством Российской империи. 30 апреля 1921 года новое независимое правительство официально приняло часовой пояс UTC+02:00, известный как восточноевропейское время. Первая попытка перехода на летнее время была предпринята в 1942 году, но от неё отказались как от бесполезной. В 1981 году он был введён вновь, чтобы часовой пояс Финляндии всегда можно было выровнять с соседними странами. В 2017 году парламент Финляндии проголосовал за предложения, призывающие Европейский союз рассмотреть вопрос об отмене летнего времени.
Часовой пояс Финляндии поддерживается Центром технических исследований Финляндии VTT и Центром метрологии и аккредитации. Используя атомные часы, они следят за тем, чтобы официальные приборы хронометража в Финляндии не отставали. Высокие широты Финляндии означают, что летом ночи короткие, и переход на летнее время не влияет на численность населения. Самая северная Финляндия находится за Полярным кругом и имеет полярную ночь продолжительностью 51 день и полярный день продолжительностью 73 дня, в то время как в самых южных населённых пунктах Финляндии световой день зимой составляет менее шести часов, а летом — в среднем 20 часов. В стране используется 24-часовая система исчисления.

## История
До 19-го века в Финляндии не было необходимости в едином часовом поясе, и каждая местность следовала своему солнечному времени. Это означало, что если в Хельсинки было 12:00, то местное время в других населённых пунктах будет варьироваться от 11:40.02 в Мариехамне (Аландские острова) до 12:10.53 в Куопио (Северное Саво).  Железная дорога требовала более точного расписания, чем более ранние виды транспорта, такие как парусные корабли и дилижансы. Телеграф, который позволял общаться практически в режиме реального времени, также делал неудобным для каждого места наблюдение за своим собственным солнечным временем.
Первая железнодорожная линия в Финляндии (железная дорога Хямеенлинна — Хельсинки) была открыта в 1862 году. Его расписание было отмечено по общему среднему времени, измерённому в обсерватории Хельсинкского университета от среднего времени UTC+01:39:49.2, известного как «хельсинкское время». Шар был выпущен в полдень, и его падение было отмечено оптически на железнодорожной станции, и часы были настроены соответствующим образом. Если шёл дождь, который не позволял увидеть мяч издалека, полдень дополнительно оповещался выстрелом из пушки. Точное время было передано на другие станции с помощью электрического  который был введён в Финляндии в 1854 году. На железной дороге Рийхимяки-Санкт-Петербург, открытой в 1870 году, хельсинкское время использовалось до Кайпиайнена, к востоку от Коуволы. В 1882 году синхронизация часов с Хельсинкским временем по телефону была организована между Финским метеорологическим институтом и Национальным метеорологическим институтом Швеции для удобного проведения геомагнитных измерений.
Международная конференция по меридианам, состоявшаяся в Вашингтоне в октябре 1884 года, разделила мир на 24 меридиана, каждый из которых охватывал 15 градусов долготы. Каждый меридиан имел почасовое смещение от среднего времени по Гринвичу в Соединённом Королевстве (которое было признано нулевым меридианом на конференции) в диапазоне от GMT−12:00 на западе до GMT+12:00 на востоке. Однако в большинстве стран, включая Финляндию, это было реализовано не сразу. В октябре 1893 года большинство железных дорог в Европе перешли на смещение GMT (также называемое западноевропейским временем), GMT+01:00 (среднеевропейское время или центральноевропейское время)и GMT+02:00 (восточноевропейское время). За реализацией этого проекта следила Американская железнодорожная ассоциация.  Между 1893 и 1895 годами несколько стран Европы приняли стандартное время, которое соответствовало одному из этих трёх часовых поясов, но Финляндия этого не сделала.
В 1888 году сейм Финляндии обратился к российскому императору Александру III (Финляндия в то время была автономной частью Российской империи) с просьбой установить хельсинкское время в качестве стандартного на всей территории Финляндии. Александр считал, что достаточно того, что на железных дорогах было своё стандартное время. Второе предложение о стандартном времени было предложено правительством в 1897 году, теперь предлагая принять восточноевропейское время в качестве ближайшего стандартного времени к хельсинкскому времени.  Однако это снова не увенчалось успехом, так как парламент посчитал, что переход на предложенный GMT+02:00 будет встречен протестом со стороны железных дорог, которые использовали время Хельсинки, и впоследствии приведёт к одновременному использованию двух часовых поясов.  Тем не менее, по мере увеличения диапазона телекоммуникаций Хельсинкское время распространилось на общее использование по всей стране, поскольку оно сделало связь более удобной Финляндия стала независимой в 1917 году,  а в конце 1919 года Географическое общество Финляндии  написало предложение правительству о том, чтобы Финляндия приняла восточноевропейское время.  Правительство согласилось, и 12 марта 1920 года министр юстиции постановил, что с 1 мая 1921 года стандартным временем в Финляндии будет восточноевропейское время.  30 апреля 1921 года в полночь в Вальпургиеву ночь официальное время было переведено на 20 минут и 10,9 секунды к восточноевропейскому времени, чтобы стать стандартным часовым поясом для страны.. Перевод времени прошёл гладко, и финны не выдвинули никаких серьёзных возражений. Железные дороги легко приспосабливались к изменениям.

### Предложение 1929 года о переходе на центральноевропейское время
В период с конца 1920-х до середины 1930-х годов развитие железнодорожного и телеграфного сообщения увеличило сообщение между Финляндией и её западными соседями. Соблюдение Финляндией восточноевропейского времени, в то время как другие страны на западе использовали центральноевропейское время (GMT+01:00), вызвало трудности для некоторых предприятий, такие как дифференциация рабочих часов, что приводило к неудобствам при установлении телефонных соединений. В июне 1929 года Финский почтово-телеграфный совет предложил правительству Финляндии перевести стандартное время Финляндии на центральноевропейское время. Предложение не получило поддержки, так как в сентябре Торговая палата Остроботнии опубликовала заявление, в котором утверждалось, что финские компании адекватно адаптируются к двум часовым поясам.
Возможное изменение часового пояса обсуждалось на Европейской конференции по расписанию в Стокгольме в октябре 1937 года, где представители Финляндии вместе с Эстонией и Латвией согласились представить предложение о переходе на центральноевропейское время своим правительствам.  Первоначальная реакция финнов на предложение была положительной,  но предложение было отменено после того, как Финское медицинское общество Duodecim  утверждало, что оно нарушит биологическое время и приведёт к пагубным последствиям для здоровья. Финский почтово-телеграфный совет также отозвал своё первоначальное предложение 1929 года,  а Министерство транспорта отклонило предложение.

### Введение летнего времени
Первая попытка перехода на летнее время была предпринята 2 апреля 1942 года, после того, как Финское медицинское общество Duodecim заявило, что переход на летнее время обеспечит экономические выгоды (более позднее освещение по вечерам означает меньшее потребление энергии) и ограничит потребление пищи.  Часы перевели на один час вперёд в 24:00 и снова назад 4 октября в 01:00, но правительство не сочло летнее время полезным, и его наблюдение было прекращено.  В 1980 году другие страны Северной Европы ввели летнее время в соответствии с директивой Европейского экономического сообщества, как и Советский Союз в 1981 году.  Чтобы избежать изменения разницы во времени с остальной Европой, в 1981 году в Финляндии было снова введено летнее время, которое соблюдалось с 02:00 EET в последнее воскресенье марта до 03:00 EET в последнее воскресенье октября, следуя тому же графику, что и в других странах Северной Европы и Советском Союзе, чтобы их часовые пояса всегда могли быть выровнены.  С 1983 года изменение вносилось на час позже.  Когда Финляндия присоединилась к Европейскому союзу (преемнику Европейского экономического сообщества) в 1995 году, она продолжала соблюдать летнее время в соответствии с указанной директивой и теперь обязана следовать ей в соответствии с законодательством Европейского Союза. Действующее постановление правительства, предусматривающее соблюдение директивы Европейского Союза, вступило в силу в 2001 году.

## Летнее время
Финляндия соблюдает летнее время, переводя часы на час вперёд с восточноевропейского времени в UTC+02:00 на восточноевропейское летнее время в UTC+03:00 в 03:00 EET в последнее воскресенье марта и обратно в 04:00 EET в последнее воскресенье октября.  соблюдает летнее время с 1981 года.  Высокие широты Финляндии означают, что летом ночи короткие (в Хельсинки в июле между закатом и восходом солнца всего пять часов), а переход на летнее время не влияет на население. Весной и осенью это происходит (в Хельсинки от 13 до 18 часов солнечного света весной и от 11 до 6 часов осенью), в дополнение к тому преимуществу, что время согласовано с другими странами. 

### Предложения по отмене перехода на летнее время
В 2017 году парламент Финляндии проголосовал за предложения, призывающие Европейский союз рассмотреть вопрос об отмене летнего времени, и в том же году гражданская петиция с просьбой к государству отказаться от этой практики набрала 70 000 подписей.  В то время Европейская комиссия рассматривала его. 8 февраля 2018 года Европейский парламент проголосовал за то, чтобы попросить Европейскую комиссию пересмотреть летнее время в Европе, а 12 сентября 2018 года Европейская комиссия решила предложить положить конец летнему времени, что, таким образом, отменило бы Директиву 2000/84/EC. Для того, чтобы это предложение вступило в силу, его должны были одобрить и Совет Европейского Союза, и Европейский парламент.  4 марта 2019 г. Комитет Европейского парламента по транспорту и туризму одобрил предложение Комиссии, при этом дату начала планируется отложить до 2021 г., чтобы обеспечить плавный переход.  Это решение было позже подтверждено Европейским парламентом 26 марта.
По состоянию на март 2022 года одобрение Совета Европейского союза ещё не было получено, поскольку Европейский союз был занят пандемией COVID-19.  Если эта практика прекратится, неизвестно, решит ли Финляндия остаться на постоянном зимнем времени (UTC+02:00) или постоянном летнем времени (UTC+03:00). Национальная телерадиовещательная компания Финляндии Yle заявила, что правительство сначала соберёт мнения экспертов и проконсультируется с общественностью, прежде чем вносить изменения.  Опрос, проведенный Министерством юстиции в 2018 году, который получил более 120 000 ответов в течение первых 24 часов, показал, что незначительное большинство высказалось за переход на постоянное зимнее время вместо постоянного летнего, а петиция 2019 года о переходе на постоянное летнее время набрала 50 000 подписей.

## География и солнечное время
Большая часть Финляндии находится в пределах географического смещения UTC+02:00. Юго-западное побережье Финляндии, включая город Турку, северо-западная часть Финляндии, включая деревни Килписъярви и Кааресуванто, а также Аландские острова расположены к западу от 22°30' восточной долготы и подпадают под географическое смещение UTC+01:00.  Стандартный меридиан Финляндии расположен на 30-м меридиане восточной долготы.  Самая северная Финляндия находится за Полярным кругом и имеет полярную ночь продолжительностью 51 день и полярный день продолжительностью 73 дня.  Из-за высоких широт Финляндии летом нет местной службы перехода на летнее время.  Во всех населённых пунктах к северу от Соданкюля (67°25' с.ш.) наблюдается полярная ночь. В самых южных населённых пунктах Финляндии световой день зимой составляет менее шести часов, а летом — в среднем 20 часов.  В Муоткавааре, трёхточечной границе между Финляндией, Норвегией и Россией, в зимнее время Финляндии встречаются три часовых пояса: центральноевропейское время (UTC+01:00) в Норвегии, восточноевропейское время (UTC+02:00) в Финляндии и московское время (UTC+03:00) в России.  Поясное время  Летнее время 
| Восход и заход солнца в Хельсинки                       | Восход и заход солнца в Хельсинки | Восход и заход солнца в Хельсинки | Восход и заход солнца в Хельсинки | Восход и заход солнца в Хельсинки | Восход и заход солнца в Хельсинки | Восход и заход солнца в Хельсинки | Восход и заход солнца в Хельсинки | Восход и заход солнца в Хельсинки | Восход и заход солнца в Хельсинки | Восход и заход солнца в Хельсинки | Восход и заход солнца в Хельсинки | Восход и заход солнца в Хельсинки |
| Месяц                                                   | Январь                            | Февраль                           | Март                              | Апрель                            | Май                               | Июнь                              | Июль                              | Август                            | Сентябрь                          | Октябрь                           | Ноябрь                            | Декабрь                           |
| ------------------------------------------------------- | --------------------------------- | --------------------------------- | --------------------------------- | --------------------------------- | --------------------------------- | --------------------------------- | --------------------------------- | --------------------------------- | --------------------------------- | --------------------------------- | --------------------------------- | --------------------------------- |
| Восход                                                  | 09:24                             | 08:35                             | 07:19                             | 06:46                             | 05:18                             | 04:08                             | 04:00                             | 04:59                             | 06:14                             | 07:25                             | 07:43                             | 08:56                             |
| Закат                                                   | 15:24                             | 16:33                             | 17:47                             | 20:04                             | 21:19                             | 22:29                             | 22:47                             | 21:52                             | 20:25                             | 18:53                             | 16:24                             | 15:22                             |
| Световой день                                           | 6                                 | 8                                 | 10.5                              | 13.3                              | 16                                | 18.3                              | 18.7                              | 16.8                              | 14.1                              | 11.4                              | 8.6                               | 6.4                               |
| Source: National Oceanic and Atmospheric Administration |                                   |                                   |                                   |                                   |                                   |                                   |                                   |                                   |                                   |                                   |                                   |                                   |

## Техническое обслуживание
Центр технических исследований Финляндии VTT и Центр метрологии и аккредитации отвечают за внедрение високосных секунд в часовом поясе Финляндии в соответствии с определением Международного бюро мер и весов Международного союза электросвязи.   Финляндия приняла всемирное координированное время (UTC) в 1972 году, чтобы реализовать эти високосные секунды и оставаться в правильном атомном времени вращения Земли.  С тех пор, как 30 июня 1972 года в Финляндии произошла первая високосная секунда, было реализовано ещё 28 - 30 июня или 31 декабря - последний произошёл 31 декабря 2016 года.   VTT также передаёт высокоточный сигнал времени, производимый шестью атомными часами, которые поддерживают официальный часовой пояс Финляндии на частоте 25 мегагерц, чтобы убедиться, что официальные устройства времени в Финляндии не отстают.  конца 2009 года официальное время VTT оставалось в пределах 30 наносекунд от UTC.  Кроме того, VTT также отвечает за синхронизацию часов в компьютерных сетях, подключенных через Интернет, полагаясь на протокол сетевого времени (NTP), который поддерживается Министерством финансов и берёт время непосредственно из других внешних источников, будь то GPS, атомные часы или часы BIOS. Несмотря на то, что протокол разработан с учётом переменной задержки между сетями, точность синхронизации времени в конечном итоге по-прежнему зависит от скорости и пропускной способности интернет-соединения сети. В качестве примера VTT отметила, что сетевое соединение на скорости 100 Мбит/с приводит к задержке в 0,0001 секунды между официальным временем Финляндии и тем, что отображается на компьютере. Точность ухудшается при более низкой скорости соединения и задержке пропускной способности.

## Нотация
В финской письменности используется 24-часовое время. Базовая точка используется в качестве стандартизированного и рекомендуемого разделителя между часом и минутой (например, «15.07» или «8.27»). Двоеточие также распространено, особенно в отношении телекоммуникаций и цифровых часов, но не рекомендуется в обычном тексте. Полночь записывается как «24.00». Обозначение времени в пределах первого часа дня начинается с одного нуля (например, "0.15"). Начальные нули не используются (например, нет "09"). Если требуется более высокая точность, секунды добавляются с помощью того же символа, который используется для отделения часов от минут (например, «1.27.36»). Доли секунды добавляются с помощью запятой в качестве разделителя (например, "1.27.36,30"). Для временных диапазонов используется дефис (например, «12–21» для полудня до 9 вечера).
В обычном тексте время также может быть написано в 12-часовом формате с пояснениями по мере необходимости (например, девять утра: утро + девять → «aamuyhdeksältä»).  Аналогичная практика в шведском языке.  Финляндия ранее использовала 12-часовой формат, ] перейдя на 24-часовое время в 1928 году в соответствии с соглашением Конференции по расписанию европейских железных дорог 1926 года об универсальных расписаниях на железных дорогах.